# Karim El Ahmadi

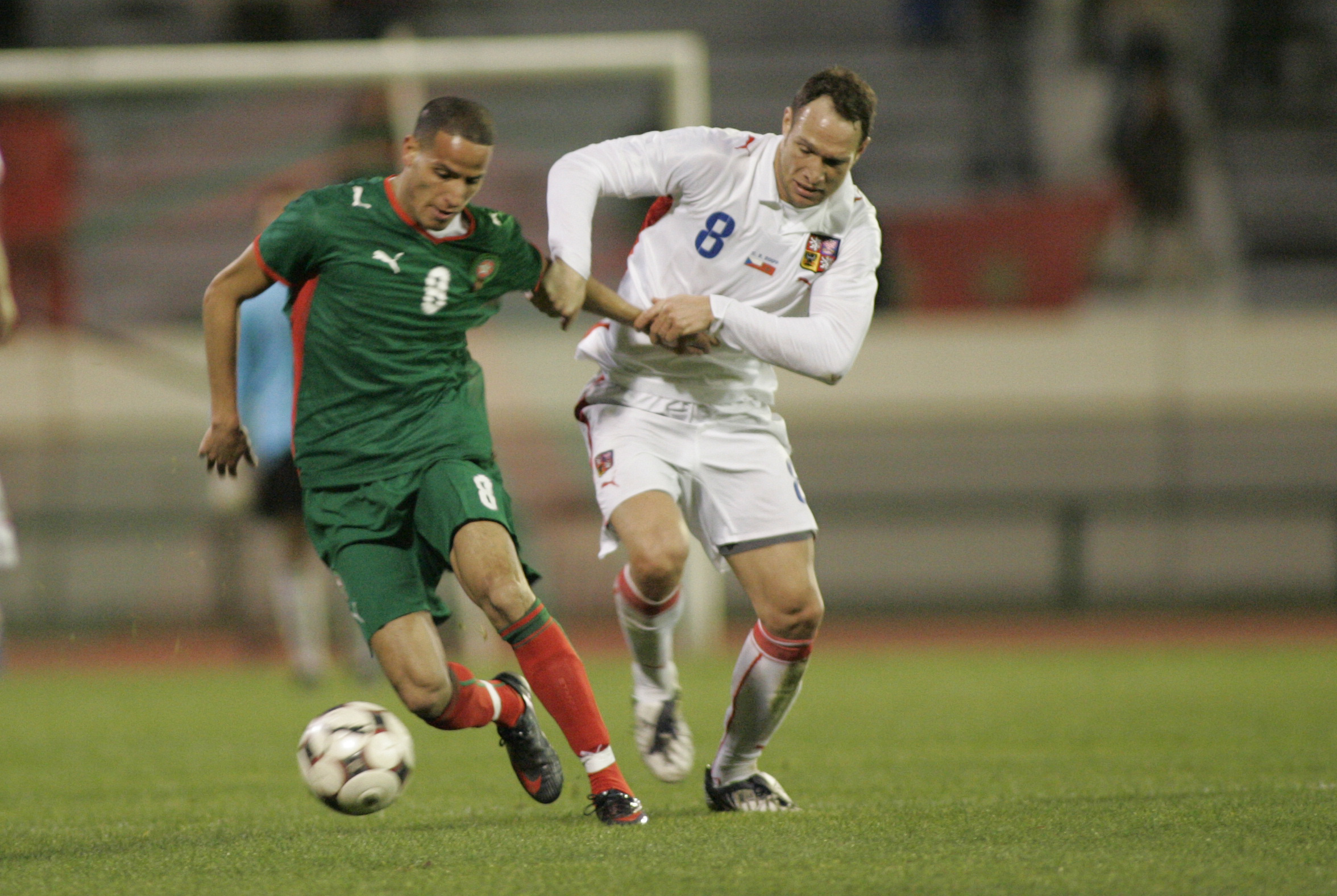
Karim El Ahmadi im Zweikampf mit Jan Polák beim freundschaftlichen Länderspiel Marokko gegen Tschechien (Casablanca, 2009)

Karim El Ahmadi Arrousi (arabisch كريم الأحمدي, DMG Karīm al-Aḥmadī, Zentralatlas-Tamazight ⴽⴰⵔⵉⵎ ⵍⴰⵃⵎⴰⴷⵉ Karim Laḥmadi; * 27. Januar 1985 in Enschede) ist ein ehemaliger marokkanisch-niederländischer Fußballspieler. Seine bevorzugte Position ist das defensive Mittelfeld.

## Vereinskarriere
El Ahmadi ist in den Niederlanden geboren und aufgewachsen und begann seine Laufbahn bei UDI, einem Verein aus seiner Heimatstadt Enschede. Ab 1996 spielte er für die Jugendmannschaften des FC Twente Enschede. Am 21. März 2004 debütierte er beim Spiel gegen den FC Utrecht in der Eredivisie. Mit Twente Enschede gewann er 2006 den UEFA Intertoto Cup und nahm am UEFA-Cup teil. In der Saison 2007/08 belegte er mit Twente den vierten Tabellenplatz. Nachdem NAC Breda und Ajax Amsterdam in den Play-offs besiegt wurden, qualifizierte sich Twente für die Qualifikationsrunde zur Champions League. El Ahmadi verließ jedoch den Verein und schloss sich Feyenoord Rotterdam an, wo er einen Fünfjahresvertrag unterschrieb. Im Januar 2011 wurde er bis Saisonende an Al-Ahli FC in die UAE Arabian Gulf League der Vereinigten Arabischen Emirate ausgeliehen.
Nach dem Ende der Leihe verließ er Rotterdam und schloss sich für 2,8 Mio. € Aston Villa an. Im September 2014 holte ihn Feyenoord von dort dann für 700.000 € wieder zurück. Nach dem Ende seines zweiten Vertrags bei dem Klub, wechselte er noch einmal auf die arabische Halbinsel und spielte noch bis Januar 2022 für den saudi-arabischen Ittihad FC. Danach beendete er seine Karriere.

## Nationalmannschaft
El Ahmadi nahm mit Marokko an der Junioren-Fußballweltmeisterschaft 2005 teil und belegte dort den vierten Platz. Am 19. November 2008 debütierte er beim Spiel gegen Sambia in der marokkanischen Nationalmannschaft. Mit Marokko spielte er bei den Afrika-Cups 2012, 2013 und 2017. Er stand auch im Kader Marokkos für die Fußball-Weltmeisterschaft 2018. Nach einem 2:2-Unentschieden gegen Spanien und zwei 0:1-Niederlagen gegen Portugal und den Iran schied Marokko als letzter der Gruppe B aus dem Turnier aus. El Ahmadi wurde in allen drei Partien eingesetzt.

## Erfolge
- Niederländischer Pokalsieger: 2016
- Niederländischer Meister: 2017